# Bolków (Dobra)
Bolków (deutsch Schlangenhorst, früher auch Luchsloch) ist ein Wohnort in der polnischen Woiwodschaft Westpommern. Er gehört zum Dorf Rzędziny (Nassenheide) in der Landgemeinde Dobra (Daber) im Powiat Policki (Pölitzer Kreis).

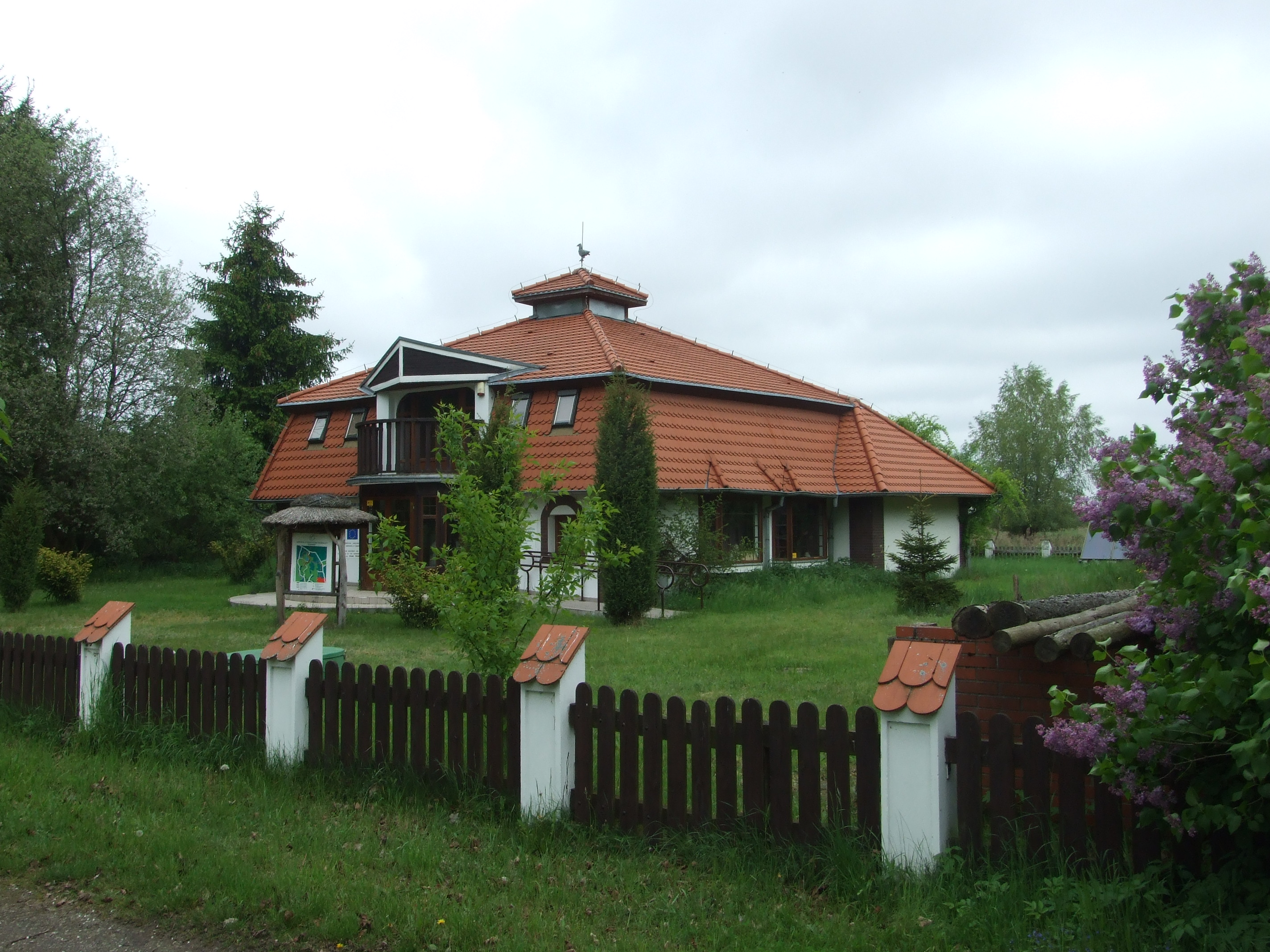
Gebäude aus der Vorkriegszeit

## Geographische Lage
Bolków liegt im östlichen Vorpommern, etwa 6 km nordwestlich des Dorfs Dobra (Daber), 16 km nordwestlich der Stadt Police (Pölitz) und 18 km nordwestlich von Stettin.

## Geschichte
Schlangenhorst, auch Luchsloch genannt, war um 1775 ein landwirtschaftlicher Pachthof, der zum Gut Böck gehörte und vom Gutsbesitzer verpachtet wurde. Das Gut Böck befand sich seit 1771 im Besitz von Friedrich Wilhelm von Lepel. Um 1820 hatte Schlangenhorst acht Einwohner. Um 1865 übte der Pächter des Anwesens die Fischereigerechtigkeit auf dem Neuendorf-See und auch allen befischbaren Gewässern bei Nassenheide aus.
Im Jahr 1851 wurde Schlangenhorst im Rahmen einer Gebietsreform in die neu gebildete Gemeinde Nassenheide eingegliedert.
Bis Oktober 1939 hatte der Wohnort Schlangenhorst zum Dorf Nassenheide im Kreis Randow im Regierungsbezirk Stettin der Provinz Pommern gehört. Am 15. Oktober 1939 wurde Schlangenhorst zusammen mit Nassenheide in den Kreis Ueckermünde eingegliedert, bei dem er bis 1945 blieb. Der Wohnort Schlangenhorst gehörte zum Amtsbezirk Böck; das zuständige Landratsamt befand sich in Stettin.
Nach Ende des Zweiten Weltkriegs wurde Schlangenhorst unter polnische Verwaltung gestellt und in Bolków umbenannt.

## Kirche
Die Protestanten aus Schlangenhorst gehörten zum evangelischen Kirchspiel Böck, die Katholiken zum katholischen Kirchspiel Stettin.